# Thocomer
Thocomer a fost conducătorul unei formațiuni statale feudale românești de la sud de Carpați între 1290 și c.1310. 
Conform unui document al regelui Carol Robert de Anjou al Ungariei, din 1332, Thocomer este tatăl lui Basarab I, întemeietorul Țării Românești. Numele lui Thocomer este interpretat de unele surse ca o latinizare a bulgaro-slavului Tihomir sau Tugomir. Teoriile recente acreditează o origine cumană. Numele Thocomer „aduce mai mult cu numele cuman Thoctomer, de la Toq-tämir sau Toq-timür” care înseamnă etimologic „fier călit”. A fost probabil conducător în Oltenia între c.1290 și c.1310, al voievodatelor reunite ale lui Litovoi și Seneslau. După unii istorici ar fi un urmaș al lui Bărbat; după alții, fiul lui Seneslau. Cercetătorii care au luat în calcul existența descălecătorului Negru Vodă, situează domnia lui Thocomerius între anii 1300 și 1310. Istoricii Neagu Djuvara și Constantin Kogălniceanu consideră că ar putea fi unul și același cu Negru Vodă.
El ar putea să fie „domnul Valahiei”, menționat de cronicarul Ottokar ca aliat al voievodului Ladislau Apor împotriva lui Otto III (Bavaria), care fusese ales rege al Ungariei. Otto fiind prins de Ladislau, este trimis în 1307 la domnul „Valahiei de peste munți”, care îl bagă la închisoare. Istorisirea spune mai departe că domnul s-ar fi îmbolnăvit, iar poporul a socotit acest semn ca o pedeapsă divină împotriva nedreptății și a cerut eliberarea prizonierului. Dacă într-adevăr este vorba despre Thocomerius, acesta ar fi putut să-și găsească sfârșitul în urma acestei boli, astfel că prin 1310 Basarab I îi urmează la tron.
Succesiunea Negru Vodă - Basarab I - Nicolae Alexandru este astfel susținută de Neagu Djuvara (op. cit. p. 132):
- Printr-un  document din 26 noiembrie 1332 al regelui Carol Robert al Ungariei, Basarab  este numit fiul lui Thocomerius;
- Într-un hrisov din 13 noiembrie 1618, Gavril Movilă, pe temeiul înfățișării unei cărți din 1352 de la Nicolae Alexandru voevod, adeverește că satul Bădești este dreaptă posesiune a Bisericii Domnești din Câmpulung, fiindcă îi fusese dăruit de Nicolae Alexandru voievod, fiul lui Basarab, „nepotul răposatului Negru Radul voievod”, care a fost deci tatăl lui Basarab. Thocomerius, tatăl lui Basarabă, trebuie asimilat deci cu legendarul Negru Vodă.